# スマートアンテナ
スマートアンテナとは、デジタル信号処理によって、アンテナの指向性を環境に応じて変化させることで干渉波の受信や、マルチパスによる遅延波を低減して、通信距離の延長や通信容量の増大、転送速度の高速化などが期待されているアンテナである。

## 概要
無線通信では常に空間を媒体としているため、同一周波数の他のユーザが存在する場合には信号が干渉して通信に悪影響を及ぼす可能性があり、伝搬路と呼ばれる電波の通り道が建物や障害物に反射することで複数存在する結果、受信信号のレベルが変動するフェージングの原因にもなる。スマートアンテナの放射器で受信した信号は、アナログ-デジタル変換器でデジタル信号へと変換され、指向性制御部と呼ばれる内部へ入力され、受信した信号を、指向性制御部でデジタル信号処理して振幅と位相を合成することで、遅延波や干渉波を抑圧できる指向性を生成して高品質に目的地への信号出力を実現する。

## 歴史
この分野で最初期のアイデアとしては、A.R. Kaye と D.A. George（1970年）、W. van Etten（1975年、1976年）まで遡る。ベル研究所の Jack Winters と Jack Salz は1984年と1986年にビームフォーミングに関する応用についての論文を発表した。
Arogyaswami Paulraj と Thomas Kailath は1993年、MIMOを使った 空間多重化 (SM, spatial multiplexing) の概念を提唱した。1994年には空間多重化に関する特許（アメリカ合衆国特許第 5,345,599号）を申請しており、特に無線放送での応用を強調している。
1996年、Greg Raleigh と Gerard J. Foschini はMIMO技術の新たなアプローチを考案し、リンクのスループットを効果的に改善すべく、一つの送信機に複数のアンテナを設置した構成を検討した。
1998年、ベル研究所はMIMO通信システムの性能を改善する主要テクノロジーである空間多重化の実験室レベルでのプロトタイプ開発に成功した。